# Уязд (Бохенський повіт)
Уязд (пол. Ujazd) — село в Польщі, у гміні Тшцяна Бохенського повіту Малопольського воєводства.
Населення — 347 осіб (2011).
У 1975-1998 роках село належало до Тарновського воєводства.

## Демографія
Демографічна структура станом на 31 березня 2011 року:
|          | Загалом | Допрацездатний вік | Працездатний вік | Постпрацездатний вік |
| -------- | ------- | ------------------ | ---------------- | -------------------- |
| Чоловіки | 164     | 39                 | 111              | 14                   |
| Жінки    | 183     | 44                 | 103              | 36                   |
| Разом    | 347     | 83                 | 214              | 50                   |